# Цепелев, Александр Фёдорович
Александр Фёдорович Цепелев (род. 18 июня 1950) — советский хоккеист, защитник.

## Биография
Воспитанник воскресенского хоккея. За «Химик» Воскресенск отыграл семь сезонов в классе «А» (1966/67 — 1971/72, 1974/75). Выступал в первой лиге за Кристалл (Саратов) (1972/73 — 1973/74, 1975/76) и СКА Куйбышев (1973/74 — 1974/75). Играл за команду КФК «Красный строитель» Воскресенск (1976/77 — 1977/78). В сезоне 1980/81 выступал за «Металлург» Череповец. Играл за любителей «Химика» (1990/91 — 1991/92).
Серебряный призёр чемпионата Европы среди юниоров 1968 года.